# Tanque d'Arca
Tanque d'Arca là một đô thị ở bang Alagoas, Brasil. 
Dân số năm 2004 ước tính là 6.019 người.